# Maito
Maito (del quítxua del nord: "embolicat") és un plat típic de la regió amazònica de l'Equador, que consisteix en una papillota de diferents ingredients, com poden ser peix, granotes, vísceres o ocells, embolicats en fulles de bijao o kwan panga. El seu origen es troba en els menjars del Carib embolicades en fulles de diverses plantes. Actualment és ofert en l'oferta gastronòmica de les principals ciutats equatorianes.

## Varietats

### Maito dechontacuro
Se sol preparar en el cantó d'Archidona. Es pot servir amb iuca cuinada o verda, acompanyat amb un got de guayusa o un pilche (embase) de chicha de iuca.

### Maito de granota
El maito de granota (kuwa en quítxua) és un plat típic de la regió Amazònica de l'Equador que es pot preparar solament en èpoques de pluges. Forma part de la gastronomia zápara.

## Galeria

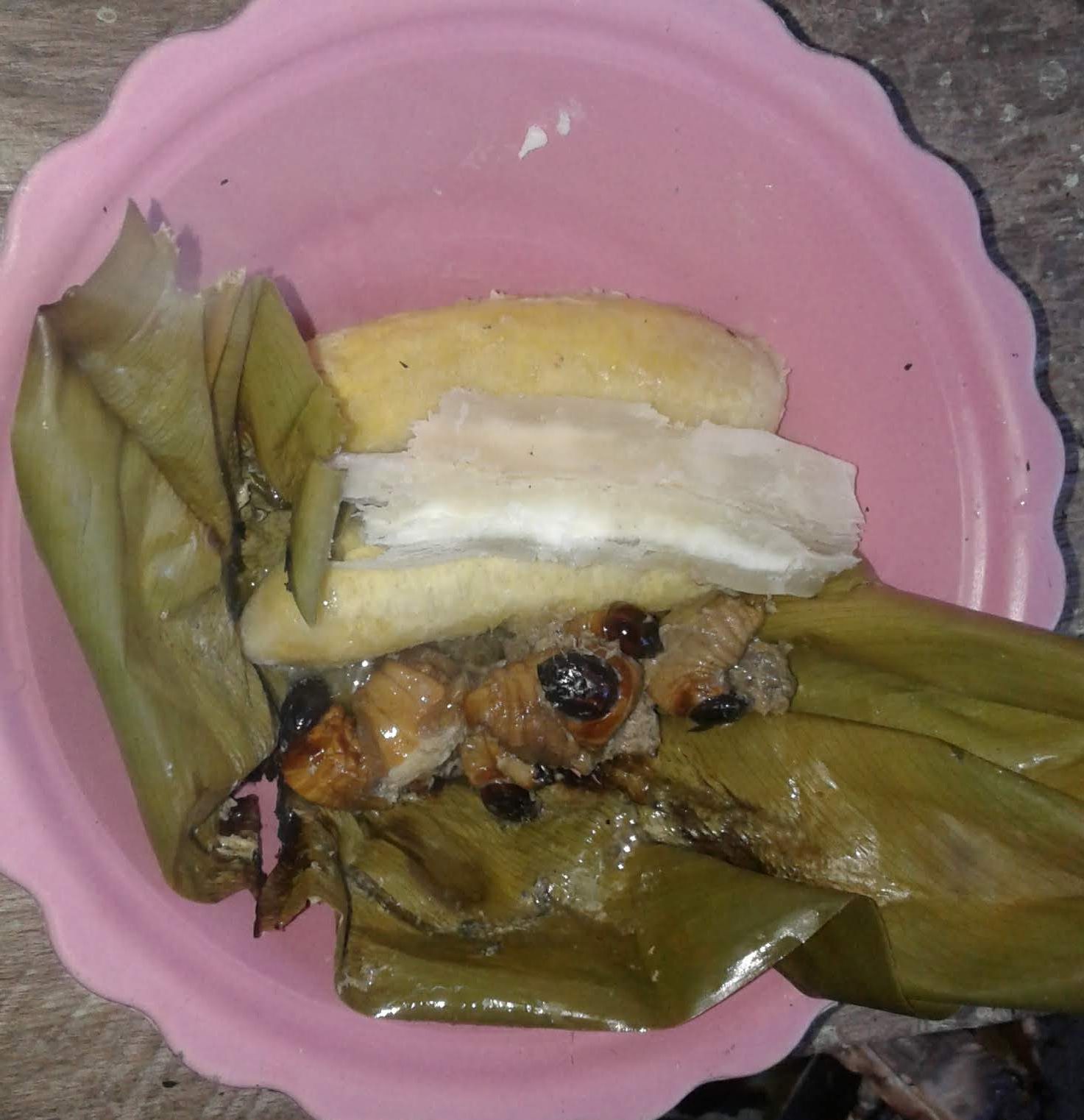
Maito de chontacuros
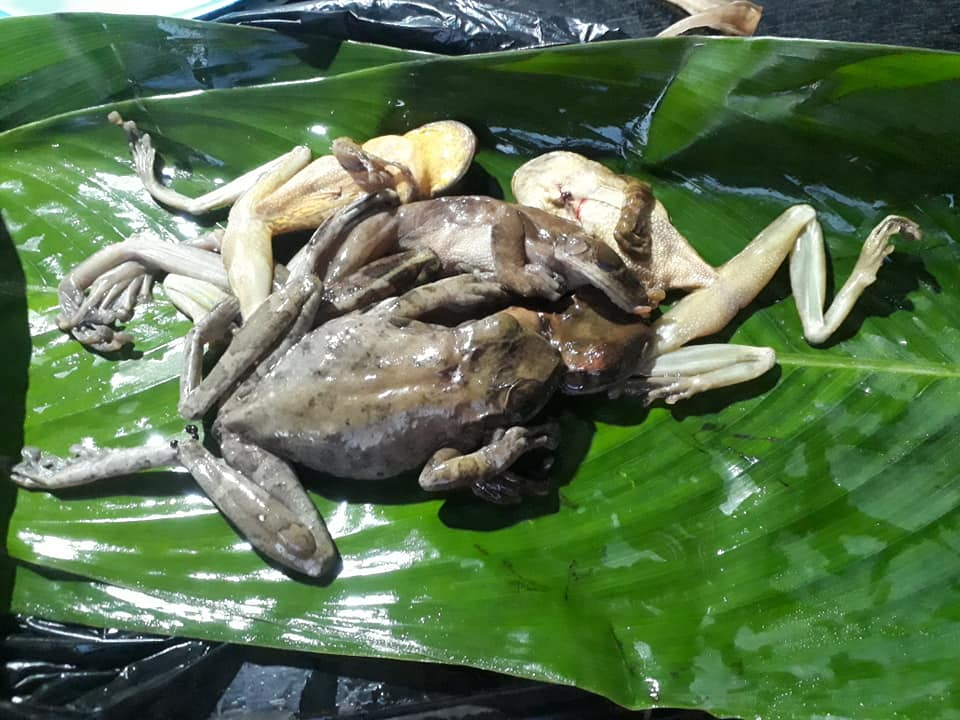
Maito de granotes
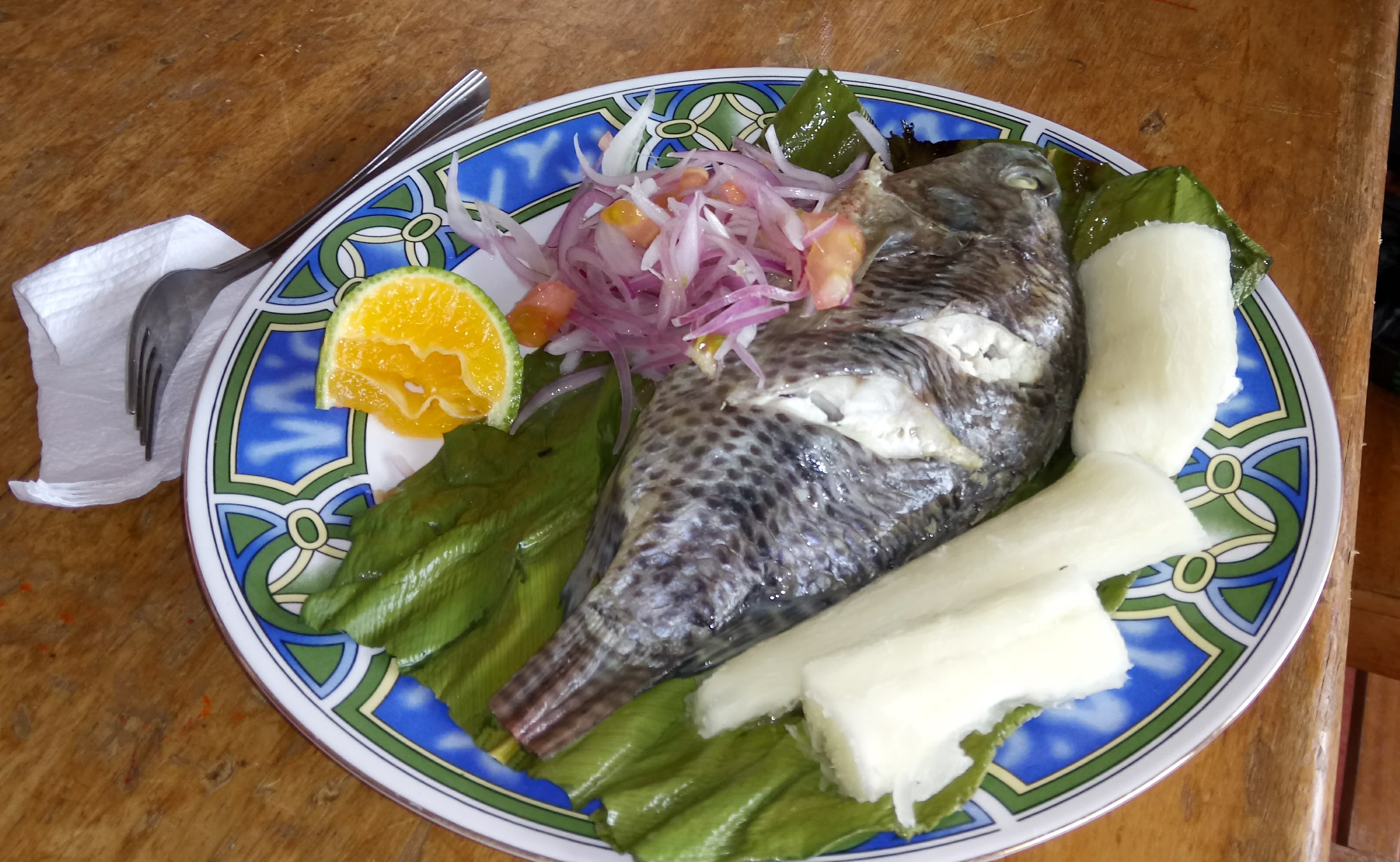
Maito de tilapia